# Grivegnée
 (mai 2022).
Si vous disposez d'ouvrages ou d'articles de référence ou si vous connaissez des sites web de qualité traitant du thème abordé ici, merci de compléter l'article en donnant les références utiles à sa vérifiabilité et en les liant à la section « Notes et références ».
Grivegnée (en wallon Grimgnêye) est une section de la ville belge de Liège située en Région wallonne dans la province de Liège. 
C'était une commune à part entière jusqu'à la fusion des communes de 1977. Bressoux n'a plus fait partie de la commune de Grivegnée à partir du 1er juillet 1871.

## Géographie

Quartiers de Grivegnée.

La section de Grivegnée est composée des quartiers de Grivegnée et de Bois-de-Breux. 
La voie principale traversant la partie basse de la localité appelée communément Grivegnée-Bas est ancienne, remontant au moins au XVIIIe siècle. Cette voie prend successivement le nom de rue du Beau-Mur, rue Haute-Wez, rue Belvaux et rue Vinâve. Ces deux dernières rues bordent la place de la Liberté, centre géographique de Grivegnée-Bas.
La partie haute de Grivegnée est traversée par la rue de Herve, section de la route nationale 3. Les parties basse et haute sont en communication par de nombreuses voiries dont les principales sont la rue Jules Cralle prolongée par la rue de la Mutualité (route nationale 665).

## Démographie
- Sources : INS, Rem. : 1831 jusqu'en 1970 = recensements, 1976 = nombre d'habitants au 31 décembre.
- 1871: Scission de Bressoux

## Liste des bourgmestres de 1830 à 1977
- René Demoitelle, de 1945 à 1955, (PSB).

## Patrimoine et culture

### Patrimoine architectural et sites
- Tour du Haut-Vinâve.
- Cimetière de Robermont.
- Église Saint-Lambert de Grivegnée.
- Bois des Oblats et le fort de la Chartreuse.

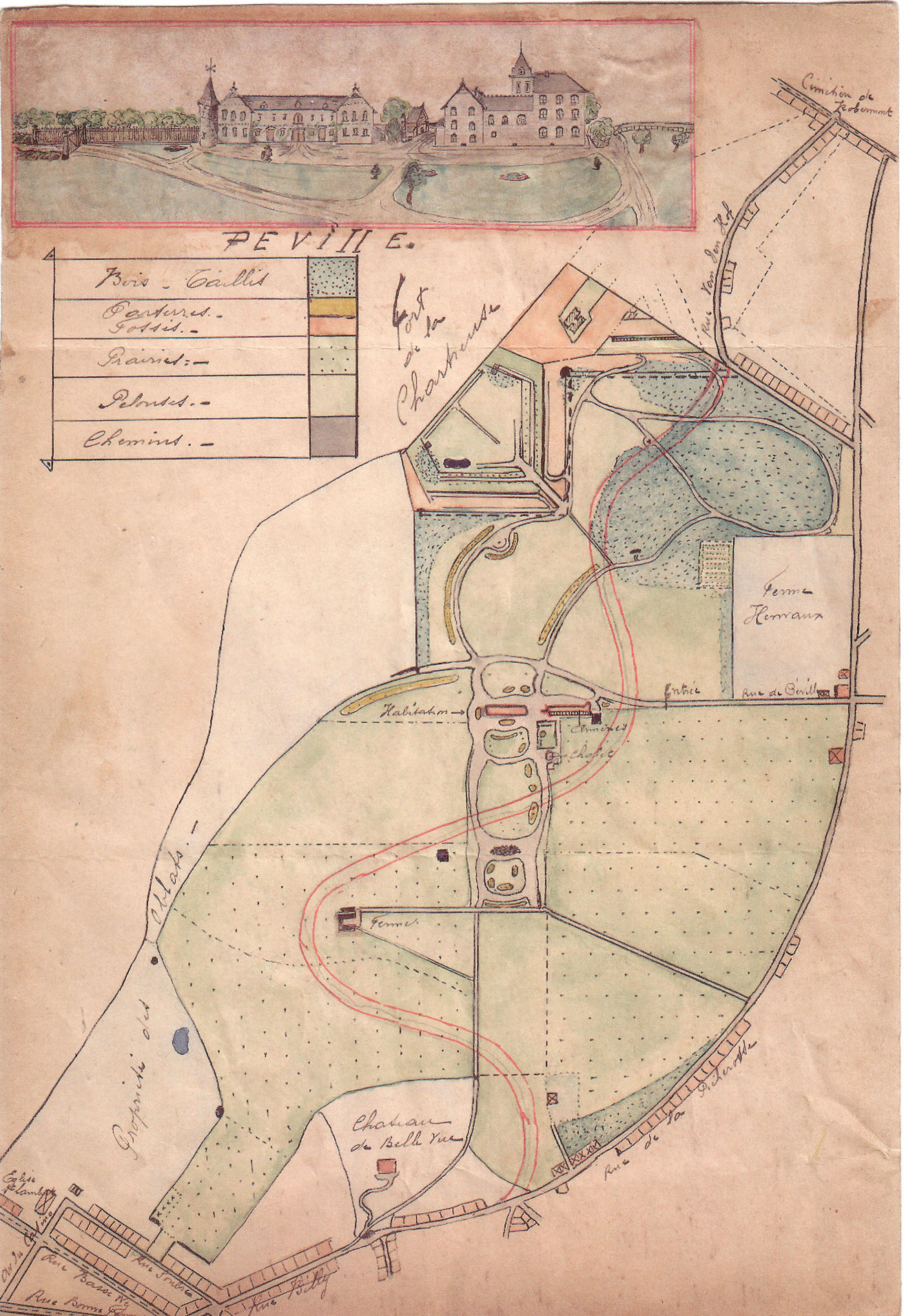
Château dit de Péville à Grivegnée.